# Chaumousey
Chaumousey település Franciaországban, Vosges megyében. Lakosainak száma 913 fő (2022. január 1.). Chaumousey Renauvoid, Sanchey, Darnieulles, Dommartin-aux-Bois, Girancourt és Gorhey községekkel határos.

## Híres emberek
- Itt született Antoine Jacques Claude Joseph Boulay de la Meurthe gróf, francia államférfi (1761–1840).

## Népesség
A település népességének változása:
| Lakosok száma | 872  | 889  | 924  | 908  | 902  | 901  | 893  | 903  | 913  |
|               | 2013 | 2015 | 2016 | 2017 | 2018 | 2019 | 2020 | 2021 | 2022 |